# قائمة أعمال توماس مان

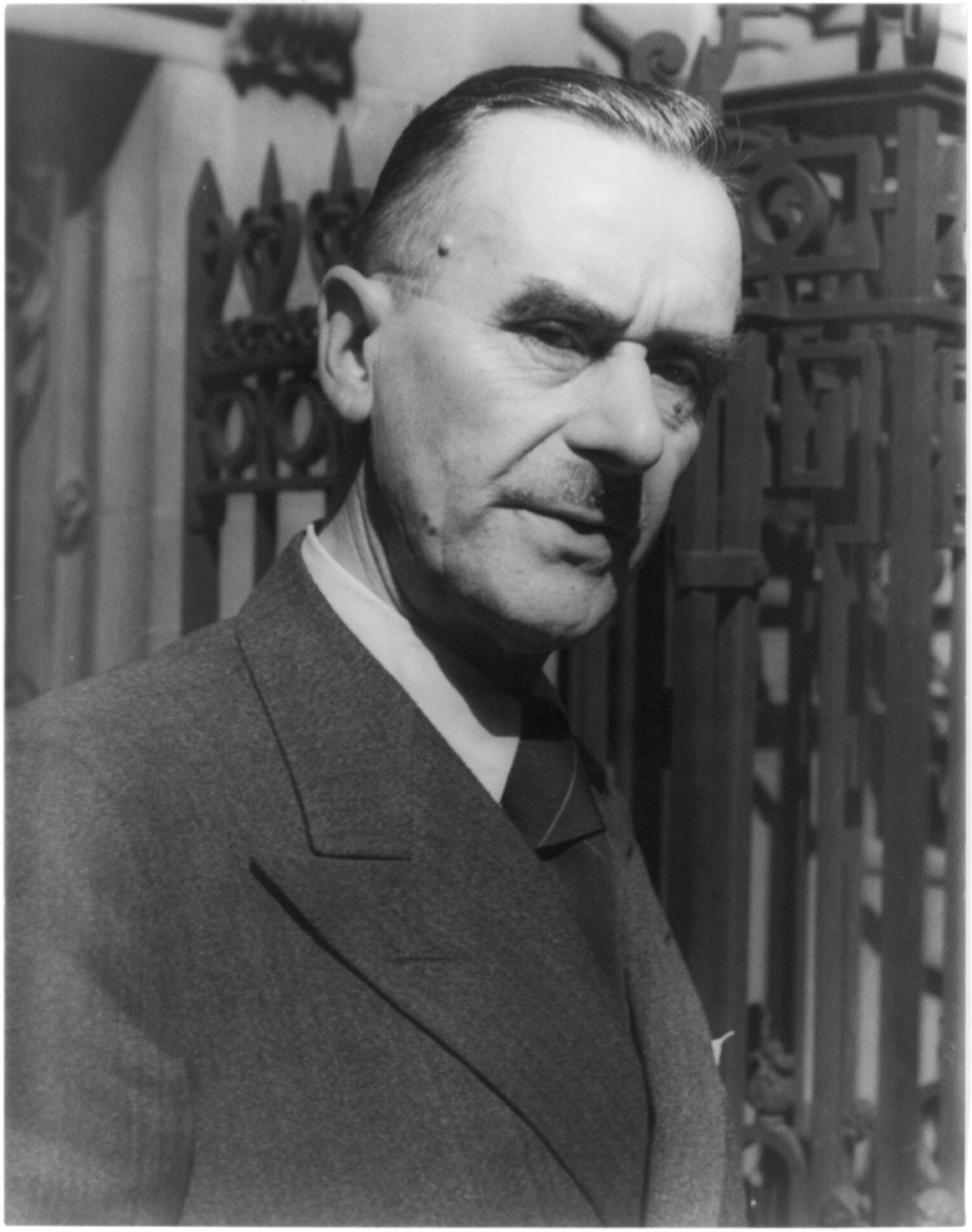
توماس مان

التالي هو قائمة بالأعمال الكبرى للروائي الألماني توماس مان (1875-1955)، في 1980 صدر في شتوتغارت أعماله الكاملة من عشرين مجلداً، من العشرين المجلد 19 رواية، وعشرين قصة قصيرة، إضافة إلى المئات من المقالات والخطب والرسائل واليوميات.

## حسب التاريخ
| العمل                        | العنوان الأصلي                                                      | السنة     | ملخص | صورة |
| السيد فريدمان القصير         | Der kleine Herr Friedemann                                          | 1898      | مجموعة من ستة قصص قصيرة، كتب توماس مان عمله هذا تحت تأثير كل من شوبنهاور ونيتشه وفاجنر، يبرز مان في هذه المجموعة التناقض ما بين الفكر والواقع في خيال الفنان. |      |
| بودنبروك. قصة انهيار عائلة   | Buddenbrooks. Vefall einer Familie                                  | 1901      | من أهم روايات توماس مان، كانت السبب الرئيسي في حصوله على جائزة نوبل في 1929. تصور الرواية تراجع عائلة تجارية برجوازية غنية من شمال ألمانيا بالتحديد من مدينة لوبك على مدى أربعة أجيال. في كتابة الرواية استلهم مان الكثير من تاريخ عائلته                                                            |      |
| تريستان                      | Tristan                                                             | 1903      | رواية قصيرة، تحتوي الرواية على العديد من الإشارات إلى أسطورة تريستان وإيزولت، تلمح الرواية على وجه الخصوص إلى أوبرا ريتشارد فاجنر التي تحمل الاسم نفسه. الرواية تتعامل بشكل كبير مع علم النفس، حتى أن جزء كبير من أحداث الرواية عن تفاصيل حياة اثنين من المرضى في مصحة.                              |      |
| تونيو كروجر                  | Tonio Kröger                                                        | 1903      | رواية قصيرة، نُشرت مع مجموعته 'تريستان'، تتبع الرواية حياة شخص من صباه حتى مرحلة بلوغه، وهو ابن تاجر ألماني وفنان إيطالي، ورث تونيو صفات من كلا الجانبين من عائلته، في طفولته كان يحمل مشاعر متضاربة نحو المجتمع البرجوازي حوله، استمرت هذه الأفكار والمشاعر حتى مرحلة بلوغه عندما أصبح كاتباً مشهوراً. |      |
| الموت في فينيسا              | Der Tod in Venedig                                                  | 1912      | الرواية تدور حول روائي عجوز مشهور (جوستاف أشنباخ) يسافر أشنباخ في الرواية إلى البندقية، ثم يلتقي هناك تادزيو وهو مراهق أحبه أشنباخ ووقع تحت تأثير جماله كان ذلك الحب هو النقطة التي عندها انفجر جموح وطاقة أشنباخ المكبوته التي كبحها منذ مدة، فعاش فترة من التشاؤم والسقوط انتهت بموته.             |      |
| فريدرش والحلف العظيم         | Friedrich und die grosse Koalition                                  | 1915      | مقال، يدافع توماس مان في هذا العمل عن النظام القيصري القائم في تلك الفترة في ألمانيا بقيادة القيصر فريدرش. |      |
| تأملات لشخص لا يهتم بالسياسة | Betrachtungen eines Unpolitischen                                   | 1918      | مجموعة مقالات سياسية ثقافية، يدافع توماس مان في هذا العمل عن النظام القيصري القائم في تلك الفترة في ألمانيا بقيادة القيصر فريدرش. |      |
| الجبل السحري                 | Der Zauberberg                                                      | 1924      | من أهم روايات توماس مان، صنفت الرواية بالمركز الأربعين في كتب لوموند المائة للقرن. |      |
| ماريو والساحر                | Mario und der Zauberer                                              | 1930      | رواية قصيرة، تعد ماريو والساحر واحدة من أكثر قصص توماس مان سياسية، حيث ينتقد فيها مان الفاشية والنازية علناً ويدعو إلى تحقيق الديمقراطية على كافة المستويات. |      |
| يوسف وإخوته                  | Joseph und seine Brüder                                             | 1948-1933 | رواية من أربعة أجزاء، تدور أحداث الرواية في القرن الرابع عشر قبل الميلاد في مصر الفرعونية تحديداً في فترة حكم أخناتون، وتتمحور الرواية حول قصة يوسف استسقاها مان في كتابة الرواية من سفر التكوين من الفصل 27 حتى الفصل 50.                                                                            |      |
| النصر القادم للديمقراطية     | The Coming Victory of Democracy                                     | 1938      | سلسلة من المحاضرات ألقاها توماس مان في الولايات المتحدة، كان قصد مان من المحاضرات حشد التأييد في الولايات المتحدة لمحاربة النازية في ألمانيا. في النص يوضح توماس مان رغبته وتنبؤه بانتصار الديمقراطية على الفاشية في وطنه الأصلي.                                                                    |      |
| لوته في فايمار               | Lotte in Weimar                                                     | 1939      | اهتم مان في هذه الرواية باللقاء الذي حدث بين جوته ومعشوقته شارلوته بوف، وهي القصة التي استندت عليها رواية جوته "آلام الشاب فرتر" |      |
| اسمعي، ألمانيا!              | Deutsche Hörer!                                                     | 1942      | مجموعة من الرسائل، 25 رسالة من تلك المجموعة بُثّت من قبل إذاعة بي بي سي إلى ألمانيا النازية |      |
| ألمانيا والألمان             | Deutschland und die Deutschen                                       | 1945      | خطبة ألقاها قي مكتبة الكونغرس الأمريكي في 1945، ثم ألقى الخطبة مرة أخرى بعد عامين في 1947. |      |
| دكتور فاوستوس                | Doktor Faustus                                                      | 1947      | رواية، تستند إلى أسطورة فاوست، الشخصية الرئيسية في الرواية هو الموسيقار أدريان ليفركون الذي يعقد اتفاقاً مع الشيطان بأن يمده بأربع وعشرين عاماً من العبقرية الموسيقية مقابل أن يمتلك الشيطان روحه. |      |
| نشوء رواية الدكتور فاوستوس   | Die Entstehung des Doktor Faustus                                   | 1949      | مقال من تأليف الكاتب الألماني توماس مان، نُشر في عام 1949 يتحدث فيه عن روايته "دكتور فاوستوس" من كافة النواحي. |      |
| المختار                      | Der Erwählte                                                        | 1951      | الرواية مبنية على الملحمة الشعرية "جريجوريوس" (Gregorius) من تأليف الأديب والشاعر الألماني من منتصف العصر الوسيط هارتمان فون أوه |      |
| اعترافات المحتال فيليكس كرول | Bekenntnisse des Hochstaplers Felix Krull. Der Memoiren erster Teil | 1954      | رواية حاكى فيها مان سيرة جوته الذاتية "من حياتي: الشعر والحقيقة"في الأصل شخصية فيليكس كرول ظهرت في قصة قصيرة كتبها في عام 1911، في وقت لاحق وسع مان القصة واستطاع ان ينهي وينشر جزء منها إلا أنه لم يستطع إكمالها بسبب وفاته في 1955، فتظل غير مكتملة.                                               |      |
| البجعة السوداء               | Die Betrogene: Erzählung                                            | 1954      | رواية قصيرة تدور أحداثها في دوسلدورف في ألمانيا في أواخر عشرينيات القرن العشرين. |      |

## حسب النوع

### روايات
- 1901: «بودنبروك. قصة انهيار عائلة» «Buddenbrooks. Vefall einer Familie» (رواية).[2][3][4][5]
- 1903: «تريستان» «Tristan» (رواية قصيرة).[6][7][8][9]
- 1903: «تونيو كروجر» «Tonio Kröger» (رواية قصيرة).[10][11][12][13]
- 1912: «الموت في فينيسا» «Der Tod in Venedig» (رواية قصيرة).[14][15][16][17]
- 1924: «الجبل السحري» «Der Zauberberg» (رواية).[18][19][20][21]
- 1930: «ماريو والساحر» «Mario und der Zauberer» (رواية).[22][23][24][25]
- 1948-1933: «يوسف وإخوته» «Joseph und seine Brüder» (رواية من أربعة أجزاء).[26][27][28][29]
- 1939: «لوته في فايمار» «Lotte in Weimar» (رواية).[30][31][32][33]
- 1947: «دكتور فاوستوس» «Doktor Faustus» (رواية).[34][35][36][37]
- 1951: المختار «Der Erwählte» (رواية).[38][39][40][41]
- 1954: «اعترافات المحتال فيليكس كرول» «Bekenntnisse des Hochstaplers Felix Krull. Der Memoiren erster Teil» (رواية).[1][42][43][44][45]
- 1954: «البجعة السوداء» «Die Betrogene: Erzählung» (رواية قصيرة).[46][47][48][49]

### قصص قصيرة
- 1898: «السيد فريدمان القصير» «Der kleine Herr Friedemann» (مجموعة قصص قصيرة).[1]
- 1898: «المهرج» «Der Bajazzo» (قصة قصيرة).[50][51]

### مقالات
- 1915: «فريدرش والحلف العظيم» «Friedrich und die grosse Koalition» (مقال).[1]
- 1918: «تأملات لشخص لا يهتم بالسياسة» «Betrachtungen eines Unpolitischen» (مجموعة مقالات).[52][53][54]
- 1949: «نشوء رواية الدكتور فاوستوس» «Die Entstehung des Doktor Faustus» (مقال).[1][55]

### محاضرات، خطب، رسائل
- 1938: «النصر القادم للديمقراطية» «The Coming Victory of Democracy» (سلسلة من المحاضرات).
- 1942: «اسمعي، ألمانيا!» «Deutsche Hörer!» (مجموعة من الرسائل).[56]
- 1945: «ألمانيا والألمان» «Deutschland und die Deutschen» (خطبة).[57][58][59][60][61]